# Deerfield (Illinois)
Deerfield es una villa ubicada en el condado de Lake en el estado estadounidense de Illinois. En el Censo de 2010 tenía una población de 18 225 habitantes  (aproximadamente un 1% menos que en el 2000) y una densidad poblacional de 1251,64 personas por km².
En Deerfield se encuentran las sedes de Walgreens, Baxter Healthcare, APAC Customer Services, Fortune Brands, Takeda Pharmaceuticals, Consumers Digest y Così. Además se encuentra el  Deerfield High School, uno de los mejores colegios secundarios del estado.

## Geografía
Deerfield se encuentra ubicada en las coordenadas 42°9′58″N 87°51′9″O / 42.16611, -87.85250. Según la Oficina del Censo de los Estados Unidos, Deerfield tiene una superficie total de 14,56 km², de la cual 14,46 km² corresponden a tierra firme y (0,71%) 0,1 km² es agua.

## Demografía
Según el censo de 2010, había 18 225 personas residiendo en Deerfield. La densidad de población era de 1251,64 hab./km². De los 18 225 habitantes, Deerfield estaba compuesto por el 93,96% blancos, el 0,52% eran afroamericanos, el 0,09% eran amerindios, el 3,65% eran asiáticos, el 0,02% eran isleños del Pacífico, el 0,75% eran de otras razas y el 1,02% pertenecían a dos o más razas. Del total de la población el 2,8% eran hispanos o latinos de cualquier raza.